# Харрисон, Дженили
Дже́нили Э. Ха́ррисон (англ. Jenilee A. Harrison; 12 июня 1959, Нортридж, Калифорния, США) — американская актриса. Наиболее известна по ролям Синди Сноу из телесериала «Трое — это компания», в котором она сыграла в 29-ти эпизодах в период 1980—1982 годов и Джейми Эвинс Барнс из телесериала «Даллас», в котором она сыграла в 70-ти эпизодах в период 1984—1986 годов.
Замужем за доктором-костоправом Брюс Оппенхайм с 1993 года.